# Col d'Enclave
Le col d'Enclave est un col de France situé dans le massif du Mont-Blanc, en Savoie et Haute-Savoie, entre les têtes de Bellaval et d'Enclave au sud-ouest et les mont Tondu au nord-est. Il domine les lacs Jovet situés au nord-ouest dans le haut du val Montjoie et le lac d'Enclave situé juste à ses pieds au sud-est. Un sentier de randonnée le franchit, reliant les chalets de Jovet d'une part à la vallée des Glaciers et le refuge Robert-Blanc d'autre part.

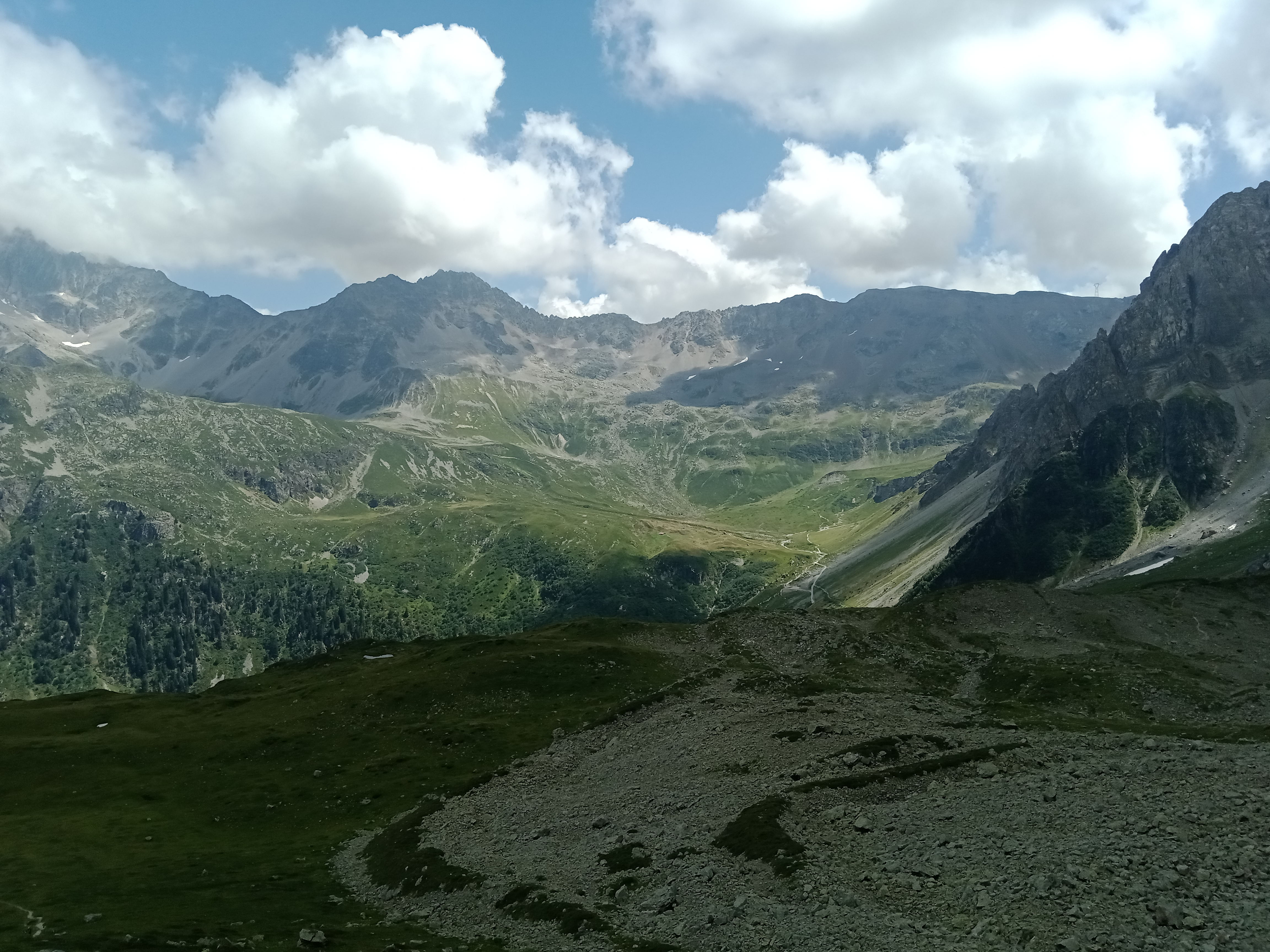
Vue en direction du sud-est du haut val Montjoie depuis le pied de l'aiguille de Roselette au nord-ouest avec de gauche à droite le col d'Enclave, les têtes de Bellaval et d'Enclave, le col des Tufs et la tête Nord des Fours.